# Périplo massaliota
O Périplo massaliota (Massalia, a atual Marselha, era uma colônia grega), era um manual para os comerciantes, atualmente perdido, que possivelmente datasse dos começos do século VI a.C. e no qual eram descritas as rotas marítimas usadas pelos comerciantes de Fenícia e Tartessos, nas suas viagens ao redor da Europa na Idade do Ferro, ao longo da "rota do estanho".
Foi preservado pelo poeta romano Avieno na sua obra Ora Maritima, que escreveu algumas das suas partes muito mais tarde, durante o século IV.
Continha uma narração de uma viagem por mar desde Massília (Marselha) ao longo do mar Mediterrâneo ocidental. Descreve as rotas marítimas desde Cádis (na atual Espanha) para os norte ao longo da costa da Europa atlântica de Bretanha, Irlanda e Grã-Bretanha. Este documento é o primeiro que descreve os vínculos comerciais entre Europa do norte e do sul; a existência deste manual indica a importância de tais vínculos comerciais. O comércio do estanho e outras matérias primas desde as ilhas Britânicas para sul, também é testemunhado pelas evidências arqueológicas deste período e anteriores, e as riquezas que podiam obter provavelmente atraíssem numerosos aventureiros a explorar e explorar as costas atlânticas.
Píteas de Massilia descreveu uma expedição similar com mais pormenor alguns séculos mais tarde, por volta de 325 a.C.